# Doc Martin
Doc Martin è una serie televisiva britannica, prodotta dal 2004 al 2022 per dieci stagioni e trasmessa su ITV.
In Italia le prime tre stagioni sono state trasmesse dal 9 settembre 2007 su Hallmark Channel, le restanti sette dal 31 maggio 2010 su Rai 3.
La serie è stata girata a Port Isaac e nei dintorni, in Cornovaglia, ed è basata sui film TV del 2003 Doc Martin e Doc Martin and the Legend of the Cloutie, sempre interpretati da Martin Clunes ma con un altro personaggio, il dottor Martin Bamford, apparso per la prima volta nel film L'erba di Grace.
Nel 2022 è stata trasmessa nel Regno Unito la decima e ultima stagione.

## Trama
Dopo una brillante carriera da chirurgo vascolare all'Imperial College of London, Doc Martin (Martin Clunes) deve accettare l'incarico di medico generico a Portwenn (Port Isaac), uno sperduto villaggio di pescatori e fattorie nella Cornovaglia settentrionale, dove da bambino ha trascorso le estati a casa dell'amata zia Joan Norton. Il motivo è sovraesposizione al sangue che gli ha causato una fobia (l'emofobia) non controllabile e che gli provoca puntualmente non pochi problemi. 
Martin Ellingham è un uomo di mezza età (presumibilmente nato tra il 1958 e 1961), che ha costantemente un aspetto serio e impettito. Non indossa altro che eleganti completi di vari colori, rigorosamente con giacche monopetto a tre bottoni, e porta la sua borsa in cuoio nera da medico ovunque vada, anche nel tempo libero. Vive dal 2004 in un piccolo cottage al 22 di Manor Road a Portwenn, nel tempo libero legge il Lancet e altre pubblicazioni di medicina, ed è un grande appassionato di orologi da polso e da tavolo, tanto che in più di un'occasione lo si vede (come nella prima puntata della prima serie) smontarli e aggiustarli. Indossa al polso sinistro un vecchio Roamer Anfibio 17 Jewel Swiss Made a carica manuale (senza datario), databile fine anni '60 del XX secolo.
Nonostante le sue indubbie capacità, è un personaggio difficile, burbero e scontroso, incapace di costruire relazioni con gli abitanti ed avere empatia con i pazienti, perché, ripete, "Non è il conforto che guarisce!" Pertanto qualsiasi parola fuori del campo medico risulta di troppo. Saranno i pazienti che a poco a poco impareranno ad apprezzarlo e a capirlo. In realtà non è così freddo e distaccato come appare, tanto che s'innamora a prima vista di Louisa Glasson, la maestra elementare del luogo; tuttavia, anche a causa della di lui schiettezza, i due sembrano destinati ad attrarsi e a respingersi all'infinito.

## Episodi
| Stagione         | Puntate | Prima TV Regno Unito | Prima TV Italia |
| ---------------- | ------- | -------------------- | --------------- |
| Prima stagione   | 6       | 2004                 | 2007            |
| Seconda stagione | 9       | 2005                 | 2007            |
| Terza stagione   | 7       | 2007                 | 2008            |
| Quarta stagione  | 8       | 2009                 | 2010            |
| Quinta stagione  | 8       | 2011                 | 2015            |
| Sesta stagione   | 8       | 2013                 | 2015            |
| Settima stagione | 8       | 2015                 | 2017            |
| Ottava stagione  | 8       | 2017                 | 2018            |
| Nona stagione    | 8       | 2019                 | 2021            |
| Decima stagione  | 9       | 2022                 | 2023            |

## Adattamenti
- Doktor Martin, serie televisiva tedesca trasmessa dalla ZDF dal 2007 al 2009[1][2]